# Liste der National Historic Landmarks in Nevada
Diese vollständige Liste der National Historic Landmarks in Nevada nennt die 7 Stätten, die im US-Bundesstaat Nevada als National Historic Landmark (NHL) eingestuft sind und unter der Aufsicht des National Park Service stehen. Diese widerspiegeln insbesondere die Vergangenheit des Bundesstaates als Grenzland. Die Stätten werden nach den amtlichen Bezeichnungen im National Register of Historic Places geführt.

## Legende
| NHL   | National Historic Landmark          |
| NHLD† | National Historic Landmark District |

## Übersicht
|    | Name der Stätte                         | Bild                                                                         | Jahr          | Ort                                        | County                             | Beschreibung |
| -- | --------------------------------------- | ---------------------------------------------------------------------------- | ------------- | ------------------------------------------ | ---------------------------------- | --- |
| 1  | Fort Churchill                          | Ruinen im Fort Churchill State Historic Park                                 | 5. Nov. 1961  | Weeks 39° 17′ 26,2″ N, 119° 16′ 14,2″ W    | Lyon                               | Fort Churchill, benannt nach dem Offizier Sylvester Churchill, war ein Fort der US Army, das 1860 als Folge des Paiute-Krieges gebaut wurde, um frühe Siedler zu beschützen. |
| 2  | Fort Ruby                               |                                                                              | 5. Nov. 1961  | Hobson 40° 4′ 4″ N, 115° 31′ 46″ W         | White Pine                         | Ein Fort das 1862 während des Sezessionskrieges gebaut wurde, um Verbindungen zwischen der Union und Kalifornien via Overland Trail zu beschützen. Zwei der vier Gebäude wurden 1992 während eines Brandes zerstört. Der Status als National Historic Landmark wird derzeit überprüft.                                                             |
| 3  | Hoover Dam                              | Luftaufnahme des Hoover Dam, dahinter Lake Mead                              | 20. Aug. 1985 | Boulder City 36° 0′ 56″ N, 114° 44′ 16″ W  | Clark (und Mohave County, Arizona) | Die Talsperre im Colorado River mit Bogengewichtsmauer war das weltgrößte Wasserkraftwerk, als der Bau 1935 beendet wurde. Die Bereitstellung von elektrischer Energie, Hochwasserschutz, und Bewässerungsmöglichkeiten war eine Voraussetzung für die Bevölkerungszunahme und die landwirtschaftliche Produktion in weiten Teilen des Südwestens. |
| 4  | Leonard Rockshelter                     |                                                                              | 20. Jan. 1961 | Lovelock                                   | Pershing                           | Die 1936 entdeckte archäologische Stätte zeigt in ihrer Stratigraphie Siedlungsreste von 6700 v. Chr. bis 1400 n. Chr. |
| 5† | Nevada Northern Railway, East Ely Yards | Historischer Personenzug am Nevada Northern Railway Museum’s East Ely Depot  | 20. Sep. 2006 | Ely 39° 15′ 34″ N, 114° 52′ 11″ W          | White Pine                         | Das Nevada Northern Railway Museum beinhaltet eine der am besten erhaltenen Bahnhofanlagen des frühen 20. Jahrhunderts in den Vereinigten Staaten. |
| 6  | Francis G. Newlands Home                | Francis G. Newlands Home                                                     | 23. Mai 1963  | Reno 39° 31′ 18″ N, 119° 49′ 10,8″ W       | Washoe                             | Dies war die Heimat von Francis G. Newlands von 1890 bis zu seinem Tod 1917, einschließlich seiner Amtszeit im Repräsentantenhaus (1892–1903) und im Senat (1903–1917). Newlands ist bekannt für den Newlands Reclamation Act von 1902, wonach die US-Regierung massiv die Bewässerung des Westens entwickelte.                                    |
| 7† | Virginia City Historic District         | Aufnahme einer historischen Gebäudefront im Virginia City Historic District. | 4. Juli 1961  | Virginia City 39° 22′ 1″ N, 119° 33′ 59″ W | Storey                             | Virginia City ist eine ehemalige Goldgräberstadt, die ihre Bedeutung dem Fund der Comstock Lode und der Goldader von Gold Hill 1859 verdankt. Der Historic District umfasst die historischen Siedlungen Virginia City, Gold Hill, Silver City und Dayton.                                                                                          |